# Consiglio di Stato della Repubblica Popolare Cinese
Il Consiglio di Stato della Repubblica Popolare Cinese (國務院T, 国务院S, GuówùyuànP), sinonimo di governo popolare centrale (中央人民政府S), è dal 1954 (in particolare in relazione ai governi locali), la principale autorità amministrativa della Repubblica Popolare Cinese. Il Consiglio di Stato è il supremo organismo amministrativo dello Stato, incaricato di applicare le leggi e le decisioni approvate dal Congresso nazionale del popolo e dal suo Comitato permanente, e di elaborare rapporti di lavoro.
Esso rappresenta quindi il potere esecutivo, ossia il Governo dello Stato: in questo senso, la traduzione "Consiglio di Stato", pur corretta, può risultare fuorviante, in quanto in altri paesi (ad esempio in Francia e in Italia) questa denominazione indica un organo di natura diversa, di solito di giustizia amministrativa.
È presieduto dal primo ministro e comprende i capi di ciascun dipartimento governativo (ovvero dei ministeri) e di ciascuna commissione. Attualmente, il Consiglio è composto da 35 membri: il premier, un vice-primo ministro, tre vice-primi ministri, cinque consiglieri di Stato (di cui due sono anche i ministri), 25 ministri supplementari e capi delle commissioni più importanti.
Nell'architettura statale della Repubblica Popolare Cinese, il governo popolare centrale costituisce uno dei tre rami di collegamento del potere, accanto al Partito Comunista Cinese e all'Esercito Popolare di Liberazione. Il Consiglio di Stato controlla direttamente le amministrazioni del popolo nelle province, e in pratica fa combaciare i poteri subalterni con i livelli superiori del Partito Comunista Cinese, determinando la saldatura di questi in un unico blocco di potere.

## Struttura organizzativa

### Ufficio generale del Consiglio di Stato
- Ufficio generale del Consiglio di Stato

### Ministeri e commissioni dipendenti dal Consiglio di Stato
1. Ministero degli affari esteri
2. Ministero della difesa nazionale
3. Commissione nazionale per lo sviluppo e le riforme
4. Ministero dell'istruzione
5. Ministero della scienza e della tecnologia
6. Commissione statale per gli affari etnici
7. Ministero della pubblica sicurezza
8. Ministero per la sicurezza dello Stato
9. Ministero della supervisione
10. Ministero degli affari civili
11. Ministero della giustizia
12. Ministero delle finanze
13. Ministero delle risorse umane e della sicurezza sociale
14. Ministero della terra e delle risorse
15. Ministero delle protezione ambientale
16. Ministero dell'edilizia abitativa e urbano-rurale
17. Ministero delle ferrovie
18. Ministero dei trasporti
19. Ministero dell'industria e dell'informatica
20. Ministero delle risorse idriche
21. Ministero dell'agricoltura
22. Ministero del commercio
23. Ministero della cultura
24. Ministero della sanità
25. Commissione nazionale per la popolazione e la pianificazione familiare
26. Banca Popolare Cinese
27. Ufficio nazionale di verifica

### Organizzazione speciale direttamente sotto il Consiglio di Stato
- Commissione per la supervisione e l'amministrazione delle attività statali (SASAC)

### Organizzazioni direttamente sotto il Consiglio di Stato
1. Ente generale delle dogane
2. Ente statale delle imposte
3. Ente statale per l'industria e il commercio
4. Ente generale per il controllo di qualità, l'Ispezione e la Quarantena
5. Ente statale della radio, del cinema e della televisione
6. Ente generale della stampa e dell'Editoria
7. Ente generale statale per lo sport
8. Istituto nazionale di statistica
9. Amministrazione statale per le foreste
10. Ente statale per la sicurezza sul lavoro
11. Ufficio statale per la proprietà intellettuale (SIPO)
12. Ente nazionale per il turismo
13. Ente statale per affari religiosi
14. Ufficio del consigliere del Consiglio di Stato
15. Ente degli uffici governativi del Consiglio di Stato
16. Ufficio nazionale per la prevenzione della corruzione

### Uffici amministrativi sotto il Consiglio di Stato
1. Ufficio per gli affari dei cinesi d'oltremare
2. Ufficio per gli affari di Hong Kong e Macao
3. Ufficio per gli affari Legislativi
4. Ufficio delle ricerche del Consiglio di Stato

### Istituzioni direttamente sotto il Consiglio di Stato
1. Agenzia Nuova Cina
2. Accademia cinese delle scienze
3. Accademia cinese delle scienze sociali
4. Accademia cinese d'ingegneria
5. Centro per lo sviluppo della ricerca
6. Scuola nazionale d'amministrazione della Cina
7. Ente per i terremoti della Cina
8. Ente meteorologico della Cina
9. Commissione di regolamentazione dell'attività bancaria della Cina (CBRC)
10. Commissione di regolamentazione della borsa della Cina
11. Commissione di regolamentazione delle assicurazioni della Cina
12. Commissione statale di regolamentazione dell'elettricità
13. Consiglio nazionale per il fondo di sicurezza sociale
14. Fondazione nazionale per le scienze Naturali
15. Ufficio per gli affari di Taiwan, sotto il Comitato centrale del Partito Comunista Cinese
16. Ufficio d'informazione del Consiglio di Stato, sotto il Comitato centrale del Partito Comunista Cinese
17. Ente degli archivi di Stato, sotto l'Ufficio generale del Comitato centrale del Partito Comunista Cinese

### Enti e uffici statali sotto i ministeri e le Commissioni
1. Ufficio statale per le lettere e le chiamate, sotto l'Ufficio generale del Consiglio di Stato
2. Ente statale del grano, sotto la Commissione nazionale per lo sviluppo e le riforme
3. Ente nazionale per l'energia, sotto la Commissione nazionale per lo sviluppo e le riforme
4. Ente statale della scienza, della tecnologia e dell'Industria per la difesa nazionale, sotto il Ministero dell'industria e dell'informatica
5. Ente statale dei monopoli del tabacco (China National Tobacco Corporation), sotto il Ministero dell'industria e dell'informatica
6. Ente statale per gli affari degli esperti stranieri, sotto il Ministero delle risorse umane e della sicurezza sociale
7. Ufficio statale dei funzionari pubblici, sotto il Ministero delle risorse umane e della sicurezza Sociale
8. Ente oceanico statale, sotto il Ministero della terra e delle risorse
9. Ente per l'aviazione civile della Cina (CAAC), sotto il Ministero dei trasporti
10. Ufficio statale di rilevazione e mappatura, sotto il Ministero della terra e delle risorse
11. Ufficio delle poste statali, sotto il Ministero dei trasporti
12. Ente statale del patrimonio culturale, sotto il Ministero della cultura
13. Ente statale per l'alimentazione e i farmaci (SFDA), sotto il Ministero della sanità
14. Ente statale della medicina tradizionale cinese, sotto il Ministero delle sanità
15. Ente statale dei cambi esteri, sotto la Banca Popolare Cinese
16. Ente statale per la sicurezza delle miniere di carbone, sotto l'Ente statale per la sicurezza sul lavoro
17. Ente statale per la protezione dei segreti di Stato (anche come istituzione del PCC), sotto l'Ufficio generale del Comitato centrale del Partito Comunista Cinese
18. Ente statale di crittografia (anche come istituzione del PCC), sotto l'Ufficio generale del Comitato centrale del Partito Comunista Cinese
19. Agenzia spaziale cinese, un nome riservato del Ministero delle risorse umane e della sicurezza sociale, un nome riservato del Ministero dell'industria e dell'informatica
20. Commissione statale per le lingue, un nome riservato del Ministero dell'educazione
21. Ente nazionale per la sicurezza nucleare, un nome riservato del Ministero della protezione ambientale